# The Village
The Village — російське інтернет-ЗМІ, засноване у 2010 році та закрите в 2023, що входило до медіахолдингу Redefine.

## Історія
Видання The Village було запущено компанією Look At Media, у квітні 2010 року. Редакція розташовувалася в одній із кімнат двоповерхової квартири на Новому Арбаті, головним редактором став Сергій Пойдо, який раніше проводив вечірки Idle Conversation та запускав російську версію журналу Dazed & Confused.
Видання позиціонувалося як міська газета, яка писала про Москву, «якою вона має бути». Ігор Садрєєв, який був головним редактором у 2011—2014 роках, пише, що у виданні «перший час ми били себе по руках за те, що у нас усі новини у майбутньому часі». У 2013 році видання домоглося інтерв'ю з мером Москви Сергієм Собяніним.
Видання поступово зростало: у 2011 році у виданні працювали 5 осіб, у 2012 році — 10, а у 2014 році — 20; у 2011 році щоденна аудиторія становила 10-15 тис. осіб, у 2014 році — 200 тис. За даними Mediascope, у липні-грудні 2014 року щомісячна аудиторія The Village без урахування мобільних пристроїв становила близько до 2 млн унікальних відвідувачів.
У 2014 році The Village, Look At Me і Hopes&Fears була створена єдина редакція під керівництвом Милослава Чємоданова.
У 2015 році холдинг Look At Media ледь не збанкрутував, через що було запроваджено політику жорсткої економії. Згодом з The Village пішли деякі співробітники, включно з головним редактором у 2015—2016 рр. Юрієм Болотовим, та деяких співробітників, які не спрацювалися з новим головним редактором Татьяною Сімаковою.
24 лютого 2022 року у зв'язку із ситуацією в Україні редакція вирішила тимчасово припинити публікацію розважальних матеріалів, а вже 2 березня того ж року Роскомнадзор заблокував доступ до сайту видання з Росії на вимогу Генпрокуратури "за публікацію недостовірної інформації з тематики спеціальної військової операції в Україні". Через два дні після цього, 4 березня видання повідомило, що закриває офіс у Москві і працюватиме з Варшави.
Наприкінці березня 2023 року стало відомо що видання залишає головний редактор сайту Кирило Руков та його команда. За даними джерел, проект не зміг впоратися із фінансовими проблемами, хоч після потрапляння під хвилю блокувань керівництво і запровадило підписку за 690 рублів, яка також відкривала доступ до публікацій видань Wonderzine та Republic, проте інвестора видання не задовольняло те, з якою швидкістю зростала кількість передплат. Як повідомив телеграм-канал Baza, всього було оформлено близько 1,5 тисячі передплат і під загрозою вся робота The Village.
З квітня 2023 року сайт не оновлюється.

## Регіональні підрозділи
У 2016 році The Village для просування видання став продавати франшизи регіональним міським ЗМІ за 25 чи 50 тисяч рублів на місяць. Станом на листопад 2017 року під брендом The Village виходили філії в Іркутську, Нижньому Новгороді, Владивостоку та в містах на узбережжі Чорного моря.
Також були створені іноземні версії, українська, білоруська та казахстанська, які теж працюють за франшизою, але крім щомісячного платежу ще й сплачують російському виданню 10 % з виторгу.

## Головні редактори
Головними редакторами були:
- 2010—2011: Сергій Пойдо
- 2011—2014: Ігор Садрєєв
- 2014—2015: Мілослав Чємоданов
- 2015—2016: Юрій Болотов
- 2016—2022: Татьяна Сімакова[d]
- 2022—2023: Кірілл Руков[d]